# Oleksandr Filippov
Oleksandr Oleksandrovyč Filippov (in ucraino Олександр Олександрович Філіппов?; Avdiïvka, 23 ottobre 1992) è un calciatore ucraino, attaccante dell'Oleksandrija.

## Carriera

### Club
Ha iniziato a giocare nelle file dell'Arsenal Kiev. Il 27 febbraio 2014 si è trasferito all'Illičivec'. Nel marzo 2015 è passato al Nikopol-NPHU. Nell'estate 2015 è passato all'Avanhard Kramators'k. Al termine della stagione è rimasto svincolato. Dopo un periodo di prova all'Oleksandrija, il 5 luglio 2016 è stato ingaggiato dal Desna Černihiv. Ha militato nel club biancoblu per cinque anni, totalizzando 114 presenze e 44 reti in campionato. Il 20 settembre 2020 è passato al Sint-Truiden, club belga, per 1,5 milioni di euro. Il 7 febbraio 2022 si è trasferito in prestito al Rīga, club lettone. Nel gennaio 2023 è rientrato al Sint-Truiden. Il 9 agosto 2023 si è trasferito a titolo definitivo al Dnipro-1. Il 9 luglio 2024 viene ufficializzato il suo trasferimento all'Oleksandrija.

### Nazionale
Il 14 agosto 2012 ha debuttato in Nazionale Under-20, disputando il secondo tempo e i tempi supplementari dell'incontro Ucraina U-20-Slovacchia U-20 (0-3 dtr). Ha totalizzato, con la selezione Under-20, due presenze.
Il successivo 12 ottobre, invece, ha debuttato in Nazionale Under-21, disputando 43 minuti dell'incontro amichevole Ucraina U-21-Danimarca U-21 (0-0). Ha messo a segno la sua prima rete con l'Under-21 il 22 gennaio 2013, in Ucraina U-21-Turkmenistan U-21 (5-0), siglando il gol del momentaneo 3-0 al minuto 43 del primo tempo. Ha totalizzato, con la selezione Under-21, 5 presenze e una rete.

## Statistiche

### Presenze e reti nei club
Statistiche aggiornate al 24 maggio 2025.
| Stagione                    | Squadra                     | Campionato                  | Campionato | Campionato | Coppe nazionali | Coppe nazionali | Coppe nazionali | Coppe continentali | Coppe continentali | Coppe continentali | Altre coppe | Altre coppe | Altre coppe | Totale | Totale | Totale |
| Stagione                    | Squadra                     | Comp                        | Pres       | Reti       | Comp            | Pres            | Reti            | Comp               | Pres               | Reti               | Comp        | Pres        | Reti        | Pres   | Reti   |        |
| --------------------------- | --------------------------- | --------------------------- | ---------- | ---------- | --------------- | --------------- | --------------- | ------------------ | ------------------ | ------------------ | ----------- | ----------- | ----------- | ------ | ------ | ------ |
| 2012-2013                   | Arsenal Kiev                | PL                          | 3          | 0          | KU              | 1               | 0               | -                  | -                  | -                  | -           | -           | -           | 4      | 0      |        |
| 2013-feb. 2014              | Arsenal Kiev                | PL                          | 3          | 0          | KU              | 1               | 0               | -                  | -                  | -                  | -           | -           | -           | 4      | 0      |        |
| Totale Arsenal Kiev         | Totale Arsenal Kiev         | Totale Arsenal Kiev         | 6          | 0          |                 | 2               | 0               |                    | -                  | -                  |             | -           | -           | 8      | 0      |        |
| feb.-giu. 2014              | Illičivec'                  | PL                          | 0          | 0          | KU              | 0               | 0               | -                  | -                  | -                  | -           | -           | -           | 0      | 0      |        |
| 2014-mar. 2015              | Illičivec'                  | PL                          | 0          | 0          | KU              | 1               | 0               | -                  | -                  | -                  | -           | -           | -           | 1      | 0      |        |
| Totale Illičivec'           | Totale Illičivec'           | Totale Illičivec'           | 0          | 0          |                 | 1               | 0               |                    | -                  | -                  |             | -           | -           | 1      | 0      |        |
| mar.-giu. 2015              | Nikopol-NPHU                | DL                          | 11         | 3          | KU              | 0               | 0               | -                  | -                  | -                  | -           | -           | -           | 11     | 3      |        |
| Totale Nikopol-NPHU         | Totale Nikopol-NPHU         | Totale Nikopol-NPHU         | 11         | 3          |                 | 0               | 0               |                    | -                  | -                  |             | -           | -           | 11     | 3      |        |
| 2015-apr. 2016              | Avanhard Kramators'k        | PL                          | 23         | 6          | KU              | 2               | 2               | -                  | -                  | -                  | -           | -           | -           | 25     | 8      |        |
| Totale Avanhard Kramators'k | Totale Avanhard Kramators'k | Totale Avanhard Kramators'k | 44         | 9          |                 | 2               | 0               |                    | -                  | -                  |             | -           | -           | 46     | 9      |        |
| 2016-2017                   | Desna Černihiv              | PL                          | 23         | 11         | KU              | 3               | 0               |                    | -                  | -                  |             | -           | -           | 26     | 11     |        |
| 2017-2018                   | Desna Černihiv              | PL                          | 29+2       | 11+0       | KU              | 4               | 1               |                    | -                  | -                  |             | -           | -           | 35     | 12     |        |
| 2018-2019                   | Desna Černihiv              | PL                          | 28         | 5          | KU              | 2               | 0               |                    | -                  | -                  |             | -           | -           | 30     | 5      |        |
| 2019-2020                   | Desna Černihiv              | PL                          | 30         | 16         | KU              | 2               | 2               |                    | -                  | -                  |             | -           | -           | 32     | 18     |        |
| giu.-set. 2020              | Desna Černihiv              | PL                          | 2          | 1          | KU              | 0               | 0               | UEL                | 0                  | 0                  |             | -           | -           | 2      | 1      |        |
| Totale Desna Černihiv       | Totale Desna Černihiv       | Totale Desna Černihiv       | 114        | 44         |                 | 11              | 3               |                    | 0                  | 0                  |             | -           | -           | 125    | 47     |        |
| 2020-2021                   | Sint-Truiden                | PL                          | 15         | 1          | CB              | 1               | 0               |                    | -                  | -                  |             | -           | -           | 16     | 1      |        |
| 2021-feb. 2022              | Sint-Truiden                | PL                          | 0          | 0          | CB              | 0               | 0               |                    | -                  | -                  |             | -           | -           | 0      | 0      |        |
| Totale Sint-Truiden         | Totale Sint-Truiden         | Totale Sint-Truiden         | 15         | 1          |                 | 1               | 0               |                    | -                  | -                  |             | -           | -           | 16     | 1      |        |
| 2022                        | Riga FC                     | PL                          | 17         | 2          | CB              | 1               | 0               | UEL                | 2                  | 1                  |             | -           | -           | 20     | 3      |        |
| Totale Riga FC              | Totale Riga FC              | Totale Riga FC              | 17         | 2          |                 | 1               | 0               |                    | -                  | -                  |             | -           | -           | 18     | 2      |        |
| gen.-giu. 2023              | Sint-Truiden                | PL                          | 0          | 0          | CB              | 0               | 0               |                    | -                  | -                  |             | -           | -           | 0      | 0      |        |
| Totale Sint-Truiden         | Totale Sint-Truiden         | Totale Sint-Truiden         | 0          | 0          |                 | 0               | 0               |                    | -                  | -                  |             | -           | -           | 0      | 0      |        |
| 2023-2024                   | Dnipro-1                    | PL                          | 23         | 9          | KU              | 0               | 0               | UEL+UECL           | 2+2                | 0+0                |             | -           | -           | 27     | 9      |        |
| Totale Dnipro-1             | Totale Dnipro-1             | Totale Dnipro-1             | 23         | 9          |                 | 0               | 0               |                    | 4                  | 0                  |             | -           | -           | 27     | 9      |        |
| 2024-                       | Oleksandrija                | PL                          | 27         | 10         | KU              | 1               | 0               | UEL                | 0                  | 0                  |             | -           | -           | 28     | 10     |        |
| Totale Oleksandria          | Totale Oleksandria          | Totale Oleksandria          | 27         | 10         |                 | 1               | 0               |                    | -                  | -                  |             | -           | -           | 28     | 10     |        |
| Totale carriera             | Totale carriera             | Totale carriera             | 236        | 75         |                 | 19              | 5               |                    | 6                  | 1                  |             | -           | -           | 263    | 80     |        |